# Ministère du Développement des communautés et des territoires
Le ministère du Développement des communautés et des territoires (en ukrainien : Міністерство розвитку громад та територій України) est le ministère du gouvernement ukrainien responsable du développement des infrastructures de logement public.

## Ministres
| Nom | Nom                 | Début            | Fin              | Parti | Gouvernement |
| --- | ------------------- | ---------------- | ---------------- | ----- | ------------ |
|     | Alyona Babak        | 28 août 2019     | 4 février 2020   | OS    | Hontcharouk  |
|     | Denys Chmyhal       | 4 février 2020   | 4 mars 2020      | Sans  | Hontcharouk  |
|     | Oleksiy Tchernychov | 4 mars 2020      | 3 novembre 2022  | Sans  | Chmyhal      |
|     | Vassyl Lozynskyi    | 3 novembre 2022  | 2 décembre 2022  | Sans  | Chmyhal      |
|     | Oleksandr Koubrakov | 2 décembre 2022  | 9 mai 2024       | Sans  | Chmyhal      |
|     | Vasyl Shkurakov     | 9 mai 2024       | 4 septembre 2024 | Sans  | Chmyhal      |
|     | Oleksiy Kouleba     | 5 septembre 2024 | en cours         | SN    | Chmyhal      |